# 2025年
2025年（2025 ねん）は、西暦（グレゴリオ暦）による、水曜日から始まる平年。令和7年。
この項目では、2025年の国際的な視点に基づいた事象について記載する。

## 他の紀年法
- 干支：乙巳（きのと み）
- 日本（月日は一致） 
  - 令和7年
  - 皇紀2685年
- 大韓民国（月日は一致）
  - 檀紀4358年
- 中華民国（月日は一致）
  - 中華民国114年
- 朝鮮民主主義人民共和国（月日は一致）
  - 主体114年
- 仏滅紀元：2567年10月3日 - 2568年10月12日
- イスラム暦：1446年7月1日 - 1447年7月11日
- ユダヤ暦：5785年4月1日 - 5786年4月11日
- Unix Time：1735689600 - 1767225599
- 修正ユリウス日(MJD)：60676 - 61040
- リリウス日(LD)：161517 - 161881

## カレンダー
| 1月 |    |    |    |    |    |    |
| 日  | 月 | 火 | 水 | 木 | 金 | 土 |
|     |    |    | 1  | 2  | 3  | 4  |
| 5   | 6  | 7  | 8  | 9  | 10 | 11 |
| 12  | 13 | 14 | 15 | 16 | 17 | 18 |
| 19  | 20 | 21 | 22 | 23 | 24 | 25 |
| 26  | 27 | 28 | 29 | 30 | 31 |    |
|     |    |    |    |    |    |    |

| 2月 |    |    |    |    |    |    |
| 日  | 月 | 火 | 水 | 木 | 金 | 土 |
|     |    |    |    |    |    | 1  |
| 2   | 3  | 4  | 5  | 6  | 7  | 8  |
| 9   | 10 | 11 | 12 | 13 | 14 | 15 |
| 16  | 17 | 18 | 19 | 20 | 21 | 22 |
| 23  | 24 | 25 | 26 | 27 | 28 |    |
|     |    |    |    |    |    |    |

| 3月 |    |    |    |    |    |    |
| 日  | 月 | 火 | 水 | 木 | 金 | 土 |
|     |    |    |    |    |    | 1  |
| 2   | 3  | 4  | 5  | 6  | 7  | 8  |
| 9   | 10 | 11 | 12 | 13 | 14 | 15 |
| 16  | 17 | 18 | 19 | 20 | 21 | 22 |
| 23  | 24 | 25 | 26 | 27 | 28 | 29 |
| 30  | 31 |    |    |    |    |    |
|     |    |    |    |    |    |    |

| 4月 |    |    |    |    |    |    |
| 日  | 月 | 火 | 水 | 木 | 金 | 土 |
|     |    | 1  | 2  | 3  | 4  | 5  |
| 6   | 7  | 8  | 9  | 10 | 11 | 12 |
| 13  | 14 | 15 | 16 | 17 | 18 | 19 |
| 20  | 21 | 22 | 23 | 24 | 25 | 26 |
| 27  | 28 | 29 | 30 |    |    |    |
|     |    |    |    |    |    |    |

| 5月 |    |    |    |    |    |    |
| 日  | 月 | 火 | 水 | 木 | 金 | 土 |
|     |    |    |    | 1  | 2  | 3  |
| 4   | 5  | 6  | 7  | 8  | 9  | 10 |
| 11  | 12 | 13 | 14 | 15 | 16 | 17 |
| 18  | 19 | 20 | 21 | 22 | 23 | 24 |
| 25  | 26 | 27 | 28 | 29 | 30 | 31 |
|     |    |    |    |    |    |    |

| 6月 |    |    |    |    |    |    |
| 日  | 月 | 火 | 水 | 木 | 金 | 土 |
| 1   | 2  | 3  | 4  | 5  | 6  | 7  |
| 8   | 9  | 10 | 11 | 12 | 13 | 14 |
| 15  | 16 | 17 | 18 | 19 | 20 | 21 |
| 22  | 23 | 24 | 25 | 26 | 27 | 28 |
| 29  | 30 |    |    |    |    |    |
|     |    |    |    |    |    |    |

| 7月 |    |    |    |    |    |    |
| 日  | 月 | 火 | 水 | 木 | 金 | 土 |
|     |    | 1  | 2  | 3  | 4  | 5  |
| 6   | 7  | 8  | 9  | 10 | 11 | 12 |
| 13  | 14 | 15 | 16 | 17 | 18 | 19 |
| 20  | 21 | 22 | 23 | 24 | 25 | 26 |
| 27  | 28 | 29 | 30 | 31 |    |    |
|     |    |    |    |    |    |    |

| 8月 |    |    |    |    |    |    |
| 日  | 月 | 火 | 水 | 木 | 金 | 土 |
|     |    |    |    |    | 1  | 2  |
| 3   | 4  | 5  | 6  | 7  | 8  | 9  |
| 10  | 11 | 12 | 13 | 14 | 15 | 16 |
| 17  | 18 | 19 | 20 | 21 | 22 | 23 |
| 24  | 25 | 26 | 27 | 28 | 29 | 30 |
| 31  |    |    |    |    |    |    |
|     |    |    |    |    |    |    |

| 9月 |    |    |    |    |    |    |
| 日  | 月 | 火 | 水 | 木 | 金 | 土 |
|     | 1  | 2  | 3  | 4  | 5  | 6  |
| 7   | 8  | 9  | 10 | 11 | 12 | 13 |
| 14  | 15 | 16 | 17 | 18 | 19 | 20 |
| 21  | 22 | 23 | 24 | 25 | 26 | 27 |
| 28  | 29 | 30 |    |    |    |    |
|     |    |    |    |    |    |    |

| 10月 |    |    |    |    |    |    |
| 日   | 月 | 火 | 水 | 木 | 金 | 土 |
|      |    |    | 1  | 2  | 3  | 4  |
| 5    | 6  | 7  | 8  | 9  | 10 | 11 |
| 12   | 13 | 14 | 15 | 16 | 17 | 18 |
| 19   | 20 | 21 | 22 | 23 | 24 | 25 |
| 26   | 27 | 28 | 29 | 30 | 31 |    |
|      |    |    |    |    |    |    |

| 11月 |    |    |    |    |    |    |
| 日   | 月 | 火 | 水 | 木 | 金 | 土 |
|      |    |    |    |    |    | 1  |
| 2    | 3  | 4  | 5  | 6  | 7  | 8  |
| 9    | 10 | 11 | 12 | 13 | 14 | 15 |
| 16   | 17 | 18 | 19 | 20 | 21 | 22 |
| 23   | 24 | 25 | 26 | 27 | 28 | 29 |
| 30   |    |    |    |    |    |    |
|      |    |    |    |    |    |    |

| 12月 |    |    |    |    |    |    |
| 日   | 月 | 火 | 水 | 木 | 金 | 土 |
|      | 1  | 2  | 3  | 4  | 5  | 6  |
| 7    | 8  | 9  | 10 | 11 | 12 | 13 |
| 14   | 15 | 16 | 17 | 18 | 19 | 20 |
| 21   | 22 | 23 | 24 | 25 | 26 | 27 |
| 28   | 29 | 30 | 31 |    |    |    |
|      |    |    |    |    |    |    |

## できごと

### 1月
- 1月1日
  - アメリカ合衆国ルイジアナ州ニューオーリンズで、新年を祝う群衆にピックアップトラック「フォード・F-150 ライトニング」が突っ込み、その後犯人が発砲する事件が発生し、15人が死亡し約30人が負傷した。犯人は、42歳のアメリカ国籍の男で、警察官に向かって発砲し、銃撃戦により死亡した[1]。トラックの中から複数の爆発物が見つかったほか、過激派組織イスラム国の旗が車のけん引装置に取り付けられていた[2]。
  - アメリカ合衆国ネバダ州ラスベガスのトランプ・インターナショナル・ホテル・ラスベガス[注 1]の玄関車寄せ付近に於いて、ピックアップトラック「テスラ・サイバートラック」が爆発炎上し、運転手と思われる人物が死亡し、付近に居た通行人ら7名が負傷する事件が発生した[3]。なお、アメリカ連邦捜査局 (FBI) はニューオーリンズの事件とラスベガスの事件に関連性があるかどうかについて捜査を行う方針[4]。
  - モンテネグロで、男が銃を乱射し、子どもを含む10人が死亡した。45歳の容疑者の男は、自殺を図って病院に運ばれ、その後、死亡した[5]。
  - 大韓民国で崔相穆大統領権限代行兼経済副首相[注 2]が韓国国会割り当て分の憲法裁判所裁判官2名を任命したことに対し、大統領室の鄭鎮碩（朝鮮語版）（チョン・ジンソク）大統領秘書室長を始めとする首席秘書官全員が「大統領権限代行の逸脱行為である」として辞職を表明した[6]。
- 1月3日
  - 大韓民国で前年12月3日の非常戒厳令問題に関して、合同捜査本部は昨年の12月31日に認可された尹錫悦（ユン・ソンニョル）大統領への拘束令状を執行するべく大統領公邸へ赴いたが、大統領警護處（朝鮮語版）の関係者に阻まれたことにより執行を中止した[7]。
  - アメリカ合衆国のジョー・バイデン大統領が、日本の大手製鉄会社の日本製鉄による米国製鉄会社USスチールを買収する案件に対して、「国家安全保障上の懸念がある」としてこれを阻止する決定を下したことを発表した[8]。これに対して日本製鉄は「法令違反」であるとしてアメリカ合衆国政府を提訴する構えであることを明らかにしている[9]。
- 1月4日 - オーストリアのカール・ネーハマー首相が2024年9月29日の国民議会 (オーストリア) 選挙での敗北とその後の連立政権樹立に向けた交渉の決裂により首相辞任を表明する。
- 1月6日
  - インドネシアが東南アジアの国として初めてBRICSに加盟した[10]。
  - カナダのジャスティン・トルドー首相がインフレ対応による支持率低下や、現時点で少数与党で次の選挙で敗退が見込まれることを理由に首相辞任を表明する。
  - 北朝鮮がこの年初のミサイル発射。日本のEEZの外に落下したとみられる。
  - ベネズエラがパラグアイとの国交断絶を発表。パラグアイ政府が2024年7月のベネズエラ大統領選におけるニコラス・マドゥロ大統領の3選を認めず、野党候補でスペインに亡命中のエドムンド・ゴンザレス（英語版）を次期大統領に認定したことが理由とされる[11]。
- 1月7日
  - 韓国の合同捜査本部は1月6日に期限がきれた尹錫悦大統領の拘束令状の再請求を裁判所にし、認められる。
  - 中国チベット自治区でマグニチュード7.1の地震が発生。震源の深さは10km。
  - アメリカロサンゼルスで山火事が発生[12]。

- 1月8日
  - 日本被団協が2024年にノーベル平和賞を受賞したことを受けて石破茂総理と面会する。
  - アメリカ政府がスーダンの準軍事組織迅速支援部隊 (RSF) がジェノサイドを行ったと主張し、指導者のモハメド・ハムダン・ダガロ司令官(通称ヘメティ氏)に制裁を科すと発表[要出典]。
  - ジョー・バイデン大統領が1月7日のロサンゼルスの山火事を大規模災害に認定することを宣言。ロサンゼルスでは3万人に避難命令が出された。
- 1月9日
  - レバノンの新大統領に軍のトップであるジョセフ・アウン司令官を選出する。
  - アルメニアがEU加盟に向けた法案を決定する。
  - ジミー・カーターアメリカ合衆国元大統領の国葬が執り行われる。
- 1月10日
  - 韓国の大統領警護庁の朴鍾俊（パク・チョンジュン）長官が1月3日に合同捜査本部の尹錫悦大統領への拘束令状執行を妨害した特殊公務執行妨害の容疑で出頭する。
  - ドナルド・トランプ次期大統領が不倫の口止め料をめぐる裁判で有罪判決をうけたものの刑罰は科されなかった。
- 1月15日
  - 大韓民国の尹錫悦大統領を拘束したと合同捜査本部が発表した。
- 1月19日
  - 大韓民国の高位公職者犯罪捜査処（公捜処）は、「非常戒厳」宣言を巡る内乱容疑で尹錫悦大統領を逮捕。現職大統領の逮捕は韓国史上初[13]。
  - イスラエルとイスラム組織ハマスの間で停戦合意が発効され、予定から3時間遅れた現地時間11時15分から6週間停戦される。
- 1月20日 - アメリカ合衆国大統領就任式を実施。大統領にドナルド・トランプ、副大統領にJ・D・ヴァンスが就任。
- 1月21日
  - トルコ・ボル県カルタルカヤのスキー場に隣接するホテルで火災が発生。76人死亡[14]。
- 1月22日
  - イスラエル軍トップのヘルツィ・ハレビ軍参謀総長が3月6日に辞任すると表明。
  - イエメンの親イラン武装組織フーシ派が2023年11月に紅海で拿捕した日本郵船運航の貨物船の乗組員を解放した。
- 1月23日 - ロサンゼルスの北約72キロに位置するキャスティーク湖近くで新たな山火事が発生[要出典]。
- 1月24日 - アメリカ内務省がメキシコ湾を「アメリカ湾」に改称、アラスカ州の北米最高峰のデナリを旧称のマッキンリーに戻すと発表[要出典]。
- 1月25日 - イスラム組織ハマスが停戦合意に基づき新たにイスラエルの女性兵士4人を解放した。またイスラエル側もパレスチナ人収監者約200人を釈放した。
- 1月26日
  - 韓国の検察が尹錫悦大統領を内乱首謀の罪で起訴する。韓国で現職大統領が起訴されるのは史上初である。
- 1月29日
  - アメリカ合衆国ワシントンD.C.のロナルド・レーガン・ワシントン・ナショナル空港近くのポトマック川付近にてアメリカ合衆国陸軍のUH-60 ブラックホークと小型旅客機が空中で衝突し、墜落する事故が発生[15]。
  - インド北部ウッタルプラデシュ州プラヤーグラージでヒンドゥー教の12年に1度の大祭マハ・クンブメーラで群衆事故が発生し、死者30人を数える惨事となっていると伝えられる[16]。
- 1月30日
  - シリア暫定政府は、イスラム教過激派組織シャーム解放機構 (HTS) 指導者のアブー・ムハンマド・アル＝ジャウラーニー（アフマド・シャラア）が同国の暫定大統領に就任したことを発表[17]。
  - ニュージーランドで山が人間と同じ法的権利をもつことが法律として認められる。
- 1月31日 - アメリカ東部フィラデルフィアでリアジェットが住宅地に墜落。

### 2月
- 2月1日 - アメリカのドナルド・トランプ大統領がカナダとメキシコからの輸入品に25％の関税を、中国に10％の追加関税を課す大統領令に署名する。
- 2月2日 - パナマのホセ・ラウル・ムリーノ大統領がパナマ運河に関して中国の巨大経済圏構想一帯一路から離脱する意向を表明。
- 2月3日
  - ソウル高等裁判所がサムスン電子の李在鎔（イ・ジェヨン）会長に業務上背任等の罪に問われた裁判の控訴審で一審に続き無罪が言い渡される。
  - ドナルド・トランプ大統領が2月4日から発動するとしていたカナダとメキシコの製品に対する25％の関税を1ヶ月延期すると表明。
- 2月4日 - スウェーデンのエレブルーの教育施設で銃乱射事件が発生。約10人が死亡し、容疑者も死亡した[要出典]。
- 2月5日
  - アメリカのドナルド・トランプ大統領がトランスジェンダーの選手が女子スポーツに参加することを禁じる大統領令 (アメリカ合衆国) に署名する。
- 2月6日
  - ギリシャ政府がサントリーニ島で1月下旬から小さな地震が続いているという理由で非常事態宣言を出す。
- 2月7日
  - 第二次ドナルド・トランプ政権が始まって以降初の日米首脳会談が行われる。この会談で日本製鉄のUSスチール買収計画が多額の投資へ変更になる。
- 2月9日
  - バルト三国がロシアと繋いでいた電力網を遮断し、ヨーロッパ大陸の電力網に接続する。
  - ドナルド・トランプ大統領がコスト削減を理由に1セント硬貨の新規製造中止を指示する。
- 2月10日 - （トランプ関税関連）ドナルド・トランプ大統領が全世界の国を対象に鉄鋼製品とアルミニウムに25％の関税を課す、また紙ストローの提供をやめさせる大統領令を出す。
- 2月12日 - 米露首脳による電話会談を実施。露宇戦争の戦闘終結に向けて交渉を開始することで合意[18]。
- 2月13日
  - 台湾の台中市にある新光三越百貨店で爆発事故が発生。4人が死亡、29人が重軽傷を負う。
  - ドイツのミュンヘンでデモの群衆に車が突っ込む事件が発生。警察当局は車を運転していたアフガニスタン出身の難民認定の申請者を拘束。
- 2月14日
  - ウクライナのチョルノービリ原子力発電所（旧称: チェルノブイリ原子力発電所）の第4号機の格納施設にロシアの攻撃ドローンが激突する。コンクリート製のシェルターは損傷したものの放射線レベルは増加していないと観測された。
- 2月15日
  - オーストリアの都市フィラッハで、23歳のシリア人が居合わせた歩行者6人に対して無差別殺傷事件を起こす。
  - マリ西部で違法に操業されていた金鉱山が崩落。少なくとも48人が死亡した[要出典]。
- 2月16日
  - アフガニスタンのタリバン暫定政権の高官が訪日し、日本政府関係者らと会談。
  - 米国が「台湾独立支持せず」との記述をサイトから削除、台湾は歓迎、中国は反発。
- 2月17日 - カナダ、トロントのピアソン国際空港でデルタ航空の子会社のエンデヴァー・エアが運航していたボンバルディアCRJ900型機が着陸に失敗し乗客21人が負傷。
- 2月20日 - S&P500の19日の終値は6144.15。S&P500は18日も3連休前比0.24％高となって、1月23日につけた最高値を更新した[要出典]。
- 2月23日 - ドイツで総選挙が行われ、最大野党会派の中道右派、ドイツキリスト教民主同盟・キリスト教社会同盟 (CDU・CSU) 統一会派が得票率28.6％で第1党となる。オラフ・ショルツ首相率いる与党の中道左派、社会民主党 (SPD) は得票率16.4％で3位となり、政権交代が見込まれる。
- 2月25日 - 台湾の海巡署（海上保安庁に相当）は、海底ケーブルを切断した疑いで貨物船を拿捕し、中国人乗組員を拘束した[19]。
- 2月26日 - トランプ大統領は、富裕層の外国人向けにおよそ500万ドル、日本円で7億4000万円余りを支払えば永住権を得られる「トランプ・ゴールドカード」の販売を始めると明らかにした[20][注 3]。
- 2月27日-マレーシアの運輸相から、2014年3月8日に起きたマレーシア航空370便墜落事故の残骸の再捜索をすると当局から発表した。[21]
- 2月28日 - アメリカのドナルド・トランプ大統領とウクライナのウォロディミル・ゼレンスキー大統領がホワイトハウスで会談する。ロシアによるウクライナ侵攻の停戦案をめぐる協議の最中に、トランプ大統領とヴァンス副大統領は、世界のマスコミのカメラの前で、ゼレンスキーに対して激しい口論を開始し、ゼレンスキー大統領の顔に向けて指を振り回して「感謝しろ！ 君には切り札がないんだ！」などと、その場にいた記者たちがおもわずあきれて口をあんぐりと開けてしまうような、それまでホワイトハウスの歴史で起きたことがない前代未聞の乱暴な発言・行為をやり始め、両者は決裂し、会談後に予定していた合意文書への署名が見送られた[22][23]。

### 3月
- 3月1日 - アメリカのドナルド・トランプ大統領は、英語を唯一の公用語に指定する大統領令に署名した。
- 3月3日
  - 国際司法裁判所は、任期途中で辞職したナワフ・サラーム（英語版）（レバノン）の後任として岩澤雄司裁判官を第28代所長に選出した[24]。
  - ロシア連邦外務省は、日本政府によるロシア連邦制裁措置への対抗として、2024年7月以来となる日本政府要人らの同国への入国禁止措置の第三弾を発表。今般の発表では岩屋毅外務大臣、中込正志駐ウクライナ日本大使ら9人を新たにロシア連邦への入国禁止リストに記載[25]。
- 3月6日
  - 香港の終審法院（最高裁）が、国家安全維持法違反の罪に問われていた民主派団体の元幹部ら3人の上訴審で、有罪判決を破棄する判決を言い渡す[26]。香港で国安法に問われた被告が終審法院で初めて勝訴した[27]。
  - 韓国京畿道抱川（ポチョン）の民家に砲弾が落ちる。韓国空軍は「KF-16戦闘機から爆弾8発が非正常な形で投下され射撃場外に落下した」と発表する。
  - デンマークの国営郵便サービス「ポストノルド」が2025年末にすべての手紙配達を終了すると発表[要出典]。
  - セブン&アイ・ホールディングスで井阪隆一が社長から退任し、後任に社外取締役のスティーブン・ヘイズ・デイカスが就任することが取締役会で決定したことを発表。正式は就任は5月の株主総会にて。
- 3月7日 - 韓国の裁判所が尹錫悦大統領の釈放を決定する。釈放予定は3月8日。
- 3月8日 - 韓国の尹錫悦大統領が釈放される。尹大統領は2024年12月3日に戒厳令を発布したことで内乱罪に問われ、今年1月15日から53日間勾留されていた。
- 3月9日 - 国際刑事裁判所がフィリピンのロドリゴ・ドゥテルテ前大統領を人道に対する犯罪の疑いで逮捕状を出す。
- 3月13日
  - タジキスタンとキルギスが国境条約に署名し980キロの国境線が確定した。未画定だった地域は均等に分割したという[28]。
  - アルメニアとアゼルバイジャンが平和条約の内容で合意。ナゴルノカラバフ紛争の最終決着へ[28]。
- 3月18日 - 米国立公文書館は、1963年のジョン・F・ケネディ元大統領暗殺事件に関し、これまで非開示としてきた記録を全面公開した。
- 3月21日 - ドイツは基本法（憲法）を改正、財政赤字を国内総生産 (GDP) 比で0.35％未満に抑える基本法のルールである「債務ブレーキ」の国防費への適用を緩和する。
- 3月23日 - トルコで20年以上にわたる長期政権を築くエルドアン大統領の「最大のライバル」とされ、汚職などの容疑で19日に拘束されていたイスタンブールのエクレム・イマモール市長を、同国の裁判所は23日正式に逮捕した[29]。
- 3月28日 - ミャンマーのマンダレー近郊を震源とするM7.7の地震が発生[30]。
- 3月31日
  - フランスの裁判所は、極右の国民連合 (RN) を実質的に率いるマリーヌ・ルペンに対して欧州議会の資金流用を認定し、5年間の被選挙権停止などの有罪判決を下した。同氏は控訴する方針だが、2027年の次期大統領選までに判決が間に合わず、出馬できなくなる可能性が高い[31]。
  - 日本の銀行が、銀行が投資や融資に伴うリスクをよりきめ細かく見積もる新たな国際ルール「バーゼルIII」の導入を終えた[32]。

### 4月
- 4月1日 - フィンランドのアレクサンデル・ストゥブ大統領は、対人地雷禁止条約（オタワ条約）から脱退する方針を表明した。国境を接するロシアの脅威が高まる中、ポーランドやバルト3国に続く脱退表明となる[33]。
- 4月2日 - （アメリカで議事妨害）米民主党のコリー・ブッカー上院議員が1日、上院での25時間5分（ないしは4分）にわたる演説で史上最長記録を樹立。これまでの最長記録は1957年の故ストロム・サーモンド元上院議員による24時間18分[34]。詳細は議事妨害を。
- 4月3日 - ハンガリー政府は、国際刑事裁判所からの脱退を決めた。欧州連合加盟国の脱退は初めてとなる[35]。
- 4月4日 - 韓国の大統領・尹錫悦が憲法裁判所により罷免される。罷免は韓国史上2例目。
- 4月8日
  - ドミニカ共和国のサントドミンゴでジェット・セットナイトクラブ天井崩落事故が発生。死者221人で、元中日ドラゴンズのトニー・ブランコさんも含まれていた。[36]。
  - 人権擁護団体アムネスティ・インターナショナルは8日、2024年に世界で記録された死刑の執行件数が計1518件で2015年以来の高水準に、一方で、死刑を執行した国は合わせて15カ国と過去最少、とする報告書を公表した[37]。
- 4月10日 - 3年後の2028年のロサンゼルスオリンピックで実施される36競技351種目が決定、パリ大会より競技は4、種目は22、それぞれ増える。すべての団体競技で女子と男子の出場チームの数が初めて少なくとも同じになり、この結果、合わせて1万1198人の選手が参加し、男女の比率は男性が49.5％、女性が50.5％となる[38]。フラッグフットボール、スカッシュは初実施。
- 4月11日 - （トランプ関税関連）トランプ米大統領が「相互関税」の一時停止を発表する約4時間前に自身の交流サイト（SNS）に「買い時だ」と株の購入を促したと受け取れる投稿をしたとして、一部の野党・民主党議員が10日までに、大統領や政権のメンバーがインサイダー取引に関わっていないかどうか調査を要請した[39]。
- 4月13日 - 大阪で2025年日本国際博覧会（大阪・関西万博）が開幕。10月13日まで行われる[40][41]。
- 4月21日 - ローマ教皇フランシスコが死去。使徒座空位となる[42]。
- 4月22日 - インドとパキスタンが領有権を争うカシミール地方のうち、インド政府が直轄地とするジャム・カシミールで銃撃があり、観光客ら26人が死亡[43]。
- 4月24日 - アメリカ西部のカリフォルニア州は、経済規模がドル換算で日本を抜き、国別のGDPと比較するとアメリカ、中国、ドイツに次ぐ規模になったと発表した[44]。
- 4月25日 - ロシア連邦捜査委員会は、モスクワ郊外で車が爆発しロシア軍中将のヤロスラフ・モスカリク参謀次長が死亡したと発表した。暫定捜査の結果として、手製の爆発物が作動したのが原因だとした。ウクライナによる爆殺との見方も浮上[45]。
- 4月26日 - サン・ピエトロ広場にて、ローマ教皇庁がフランシスコの葬儀。トランプ、ゼレンスキー、岩屋毅外務大臣らが参列[46]。
- 4月28日 - 2024年の世界の軍事費が前年比9.4%増の2兆7180億ドル（約391兆円）で過去最高だったと、スウェーデンのストックホルム国際平和研究所 (SIPRI) は28日に発表した[47]。
- 4月30日 - 存命中で世界最高齢に認定されていたブラジルの修道女イナ・カナバロ（116）が、老衰のため死去。次の記録保持者は英国の女性（115）とみられる[48]。

### 5月
- 5月1日 - 英国のイングランドの地方選で「反移民」を掲げる右派ポピュリスト政党「リフォームUK（改革党）」が大勝した。全政党で最多の4割の議席を獲得した。100年以上続く労働党と保守党の二大政党制が崩れつつある[49]。
- 5月2日 - ドイツ情報機関の連邦憲法擁護庁は、ポピュリズム政党「ドイツのための選択肢 (AfD)」を極右組織に認定したと発表した[50]。
- 5月3日
  - （トランプ関税関連）トランプ米政権は、日本などから輸入する自動車部品に25%の追加関税を発動した[51]。
  - オーストラリア総選挙（下院選）が投開票され、与党・労働党が単独過半数を得て勝利[52]。
  - シンガポールの総選挙（一院制、定数97）で与党・人民行動党（PAP）が9割の議席を確保し、建国以来の政権を維持した[53]。
  - 米著名投資家ウォーレン・バフェット（94）が、米投資会社バークシャー・ハザウェイの最高経営責任者（CEO）から2025年末で退くと表明した[54]。
- 5月4日
  - ルーマニアで、やり直しの大統領選挙が実施され、極右政党のジョルジェ・シミオン党首が首位、中道系独立候補で首都ブカレストのニクショル・ダン市長が2位となった。過半数を獲得する候補者はおらず、上位2人による決選投票は18日に実施される[55]。
  - トランプ米大統領は、拘束した不法移民の収容施設として、約60年前に閉鎖されたカリフォルニア州サンフランシスコ沖に浮かぶアルカトラズ島の監獄を再び利用するよう司法省などに指示したと明らかにした[56]。
  - トランプ米大統領は外国産の映画に100%の関税をかける方針を示した。米商務省と米通商代表部 (USTR) に輸入映画に追加関税をかけるために必要な措置を取るよう指示した[57]。
- 5月5日
  - ルーマニアのマルチェル・チョラク首相が辞任[58]。
  - スカイプがサービス終了。
- 5月6日 - 国際金融協会 (IIF) が6日公表した報告書によると、世界の債務残高が、3月時点で324兆ドル（約4.6京円）と過去最大に膨らんだ[59]。
- 5月7日
  - アメリカ合衆国のドナルド・トランプ大統領が『我が国でも5月8日を第二次世界大戦の戦勝記念日とする』布告をこの日発した[60]。
  - 教皇フランシスコの後継者を決めるコンクラーベが、133人の枢機卿が参加してシスティーナ礼拝堂で始まった[61]。
- 5月8日
  - 現地時間午後に行われたコンクラーベ4回目の投票に於いてロバート・プレヴォスト枢機卿が3分の2以上の得票を得たことにより第267代教皇に選出され、初のアメリカ合衆国出身の教皇となり、レオ14世（LeoXIV）と名乗ることを宣言した[62][61][63]。
  - 米英両政府は、2国間貿易協定を結ぶことで合意したと発表した[64]。
- 5月9日
  - ロシアで対ナチス・ドイツ戦勝80周年記念パレードが行われた[65]。
  - ロイター通信は、トランプ米政権がデンマーク領グリーンランドの自治政府に対し、米国が安全保障や防衛の権限と責任を負う「自由連合協定」の締結を提案することを検討していると報じた。締結にはグリーンランドが独立する必要があるとみられ、実現の可能性は不透明[66]。
  - 国際サッカー連盟 (FIFA) は、女子ワールドカップ（W杯）の出場チーム数について、2031年大会から48チームに拡大することを決めた。現状の32から16増となる[67]。
- 5月10日 - ロシア国営宇宙企業ロスコスモスは、地球を周回していた旧ソ連の金星探査機の一部が地球に落下したと発表した[68]。探査機は1972年打ち上げのコスモス482号。
- 5月11日 - 米国とイランは、イランの核開発問題をめぐる4回目の高官協議を中東オマーンで開いた。イラン外務省のバガイ報道官は協議後、交渉を継続させると明らかにした[69]。
- 5月12日 - トランプ米大統領は、薬価を大幅に引き下げるための大統領令に署名した。同日のSNS投稿では「59%下がる」と主張。米国内の価格が海外と比べて割高になっているとして是正を目指す[70]。
- 5月13日
  - 「世界一貧しい大統領」として知られた南米ウルグアイの元大統領ホセ・ムヒカが死去。質素な暮らしぶりが世界で注目されたほか、任期中には最低賃金の大幅な引き上げや低所得者向けの支援策などに力を入れた。89歳だった[71]。
  - フィリピン統一国政・地方選挙（中間選挙）は、大勢が判明し、上院でマルコス大統領支持派が非改選とあわせて多数を維持した[72]。
- 5月14日 - アルゼンチン政府は、同国への入国や滞在に関する規則を厳格化すると発表した。犯罪歴がある移民の入国を認めないほか、市民権の取得要件などを厳しくする[73]。
- 5月15日 - ベルギー政府は、連邦議会下院が原子炉の新設を認める議案を可決したとして、脱原発政策を撤回する方針を発表した[74]。
- 5月16日 - 大手格付け会社ムーディーズ・レーティングスが米政府を格下げ。米国は主要な格付け会社すべてで最上位から転落した[75]。
- 5月17日 - 台湾で稼働中の最後の原子力発電施設だった第3原発（南部・屛東県）の2号機が発電を停止した。40年間の運転期間を満了した。台湾で1970年代に最初の原発が商用運転を開始して以来、初めて稼働中の原発がゼロとなった[76]。
- 5月18日
  - 教皇レオ14世の就任ミサ（教皇職開始記念ミサ）が、バチカン現地時刻で午前10時（日本時間同日午後5時）からサン・ピエトロ広場で行われ、世界各地からおよそ150の国や地域などの代表団、王族や政治家が参列した[77]。レオ14世はミサで一致を呼びかけるとともに、パレスチナのガザ地区やウクライナについて言及し、戦争終結を訴え[78]、ミサ終了後に、まずウクライナのゼレンスキー大統領と会談した[78]。そしてその直後に在ローマ・アメリカ大使公邸において、ゼレンスキー大統領とアメリカのヴァンス副大統領およびマルコ・ルビオ米国務長官の会談が実現した[78]。（これにより2月28日に米ホワイトハウスで行われた会談の際にカメラ前で、ヴァンス副大統領がゼレンスキー大統領に対して口論をしたことで悪化していた両者の関係の改善が行われた。[79][80]）
  - 中国国営中央テレビ（CCTV）は、人民解放軍のJ10C戦闘機が「実戦で初めて成果」を上げたと伝えた。パキスタン軍が係争地カシミール地方を巡るインド軍との衝突で、同国軍のフランス製戦闘機ラファールを撃墜したと発表したことを裏付けたとみられる[81]。
  - ルーマニアで大統領選挙の決選投票が実施された。中道派でブカレスト市長のダンが野党の極右政党、ルーマニア人統一同盟のシミオン党首を下し、当選を確実にした。争点だった欧州連合との統合路線を維持し、ウクライナ支援も継続される見通し[82]。
- 5月19日
  - 英国と欧州連合は、離脱後初の公式な首脳会議をロンドンで開いた。EUの再軍備計画への英国の参画につながる防衛・安全保障協定や食品貿易の円滑化に合意した。トランプ米政権の自国第一主義をうけ再び接近する[83]。
  - 米ロ首脳による電話協議で、ロシアのプーチン大統領はウクライナとの停戦条件について譲歩せず、強硬姿勢を崩さなかった。トランプ米大統領は進展がなければ仲介役を降りると表明[84]。
- 5月20日
  - 世界保健機関（WHO）の加盟国は総会で、感染症の世界的大流行（パンデミック）への備えやワクチン公平配分の仕組みを定めた新たな国際ルール「パンデミック条約」を採択、同条約が成立した。WHO脱退を表明した米国は総会を欠席[85]。
  - オーストラリアの野党・国民党は、同じ保守派の最大野党・自由党との連合を解消すると発表した。1923年以来続く保守連合に終止符。原子力発電所の建設案をめぐる政策などで折り合えなかったもよう[86]。
- 5月21日
  - インドネシア中央銀行は、政策金利（7日物リバースレポ金利）を0.25%引き下げ、5.5%にすると決めた。利下げは1月以来、4カ月ぶり[87]。
  - 米首都ワシントンで銃撃事件が発生し、イスラエル大使館員の男女2人が死亡[88]。
- 5月22日
  - 北朝鮮の朝鮮中央通信は、北東部の咸鏡北道で21日に開いた5000トン級の駆逐艦の進水式で重大な事故が発生し、進水に失敗したと報じた[89]。
  - アメリカのトランプ政権が、ハーバード大学に対して留学生を受け入れる機関としての認定を取り消すと発表した[90]。
- 5月23日 - 中国政府は、インターネットサービスを利用するための専用身分証制度を7月に導入すると発表した[91]。
- 5月24日 - 世界食糧計画（WFP）は、パレスチナ自治区ガザの子ども7万人以上が深刻な栄養失調に直面していると発表した[92]。
- 5月25日 - ロシアとウクライナは、それぞれ303人ずつの捕虜を交換したと公表した。両国は23日から計1000人ずつを交換し、16日にトルコで開いた直接協議での合意を実行し終えた[93]。
- 5月26日
  - 中国外務省は、和歌山県白浜町のレジャー施設「アドベンチャーワールド」が飼育するジャイアントパンダ全4頭が6月に中国へ返還されることを巡り、日本側に謝意を表明した[94]。
  - 東南アジア諸国連合（ASEAN）は首脳会議で、東ティモールの加盟プロセスを迅速に進めることを確認した[95]。
  - 英中部リバプールで、サッカーのイングランド・プレミアリーグで5季ぶりに優勝した地元クラブ、リバプールの祝賀パレードのため沿道に集まっていた群衆に車が突っ込んだ[96]。
- 5月27日
  - パレスチナ自治区ガザを検問所で封鎖し国連主導の人道支援に対する妨害を続けていたイスラエルは、米国と協力して運営する財団GHF経由で、最南部ラファの1箇所の拠点限定で、"配給を開始した"と報じられ、住民が殺到した。ただしこのGHFの中立性を疑問視する声は多く、ハマスはイスラエルがGHFをガザでの情報収集に使っているとしてガザの住民にGHFに接触しないように警告した[97][98][99]。国連の担当者は、このアメリカ主導の財団による食料の配給について「すべての検問所を開放するという実際に必要な支援から目をそらすものだ」と批判し、国連などによる物資の搬入をさらに拡大すべきだと訴えた[100]。
  - （安楽死関連）フランス国民議会（下院、577議席）は、終末期患者に厳格な条件の下で致死量の薬の投与を認める「死への積極的援助」を導入する法案を賛成多数で可決した[101]。
- 5月28日 - ウクライナのウォロディミル・ゼレンスキー大統領は、ベルリンを訪問し、フリードリヒ・メルツ独首相と会談した。ドイツ製の長射程巡航ミサイル「タウルス」の供与について協議[102]。
- 5月29日 - 中国外務省は、米国務省が一部の中国人留学生のビザ取り消しを始めると発表したことを批判した[103]。
- 5月30日
  - アジア安全保障会議（シャングリラ会合）がシンガポールで開幕[104]。
  - （トランプ関税関連）トランプ米大統領は、海外から輸入する鉄鋼・アルミニウム製品にかける追加関税を50%に引き上げると表明した[105]。
- 5月31日 - 日米とオーストラリア、フィリピン4カ国は、シンガポールで防衛相会談を開催した[106]。

### 6月
- 6月1日
  - 大統領選挙の決選投票を実施したポーランドで、右派の野党「法と正義（PiS）」が推す欧州連合（EU）懐疑派のカロル・ナヴロツキが僅差で勝利した[107]。
  - ウクライナ軍は、ロシア内部から同国シベリアの軍基地を初めて攻撃。イルクーツク州などのロシア軍基地に無人機攻撃をしかけ、40機を超える長距離戦略爆撃機を破壊したと明らかにした[108]。
- 6月2日 - ロシアとウクライナがトルコで開催した2回目の直接交渉で、ロシアは和平案を巡る覚書をウクライナに提出した[109]。
- 6月3日
  - オランダのディック・スホーフ首相は、極右政党の離脱で連立政権が崩壊したのを受け、辞意を表明した。各党は新たな連立枠組みに向けて交渉するが、失敗に終われば総選挙を実施する[110]。
  - 米起業家のイーロン・マスクはすでに政権を離脱したが、トランプ米政権が成立を目指す減税延長法案の内容を知り、強い言葉で非難し、トランプ大統領との蜜月に陰りが差した[111]。
- 6月4日
  - 李在明が韓国大統領に就任[112]。
  - 欧州連合（EU）の執行機関である欧州委員会と欧州中央銀行（ECB）は、ブルガリアが単一通貨ユーロの導入基準を満たしたとの評価結果を公表した。法定通貨としての採用が実現すれば21カ国目。早ければ2026年1月の導入を目指す[113]。
  - 国連安全保障理事会は、パレスチナ自治区ガザにおける無条件かつ恒久的な即時停戦を求める決議案を否決した。理事国15カ国のうち英中ロを含む14カ国が賛成したが、米国が第2次トランプ政権発足後で初めて拒否権を行使[114]。
- 6月5日
  - 北大西洋条約機構（NATO）は国防相会合で、加盟国の国防費目標の大幅な引き上げで合意した。国内総生産（GDP）比で5%を国防費や関連投資に充てる新目標を加盟国に提示[115]。
- 6月6日
  - 銀価格が上昇、国際指標となるニューヨーク先物（中心限月）は6日、1トロイオンス36.3ドル台と、2012年2月以来13年ぶりの高水準を付けた[116]。
  - ロシア軍は、ウクライナ全土への大規模な空爆を実施した。ウクライナ当局によると、首都キーウで少なくとも3人が死亡した。ロシアはおよそ400機の無人機と40発以上のミサイルを使用したという[117]。
- 6月7日
  - 日本と欧州連合が、産業強化に向けて包括的に連携する新たな枠組み「日EU競争力同盟」を創設する調整に入ったことが判明[118]。
  - 米西部ロサンゼルスで、移民・税関捜査局（ICE, Immigration and Customs Enforcement）の不法移民取り締まりに対する抗議活動があり、トランプ大統領は、州兵2千人を派遣する大統領覚書に署名した[119]。カリフォルニア州のニューサム知事は、トランプ大統領が州知事である同氏に相談することなく州兵を派遣したことを「違法で、不道徳だ」と非難し、9日、提訴に踏み切ることになる。[120]
- 6月8日 - フランスの自動車大手ルノーはウクライナでのドローン生産に乗り出すとフランスのメディアが報道[121]。
- 6月9日
  - スウェーデンの環境活動家グレタ・トゥンベリらが乗りガザ地区への人道支援に向かった船舶をイスラエル軍が拿捕した[122]。
  - トランプ米大統領によるイランなど12カ国からの入国禁止措置が発動[123]。
- 6月10日 - 韓国の李在明大統領は、3年前まで使われていた「青瓦台」に大統領府を移転する。閣議で復帰関連の予備費として約259億ウォン（約27億円）を議決した[124]。
- 6月11日
  - 英国は2028年度までの中期歳出計画を発表した。国防費や医療費の増額が移民対策や対外援助を圧迫する[125]。
  - 韓国軍関係者は、韓国政府が同日午後から北朝鮮に向けた拡声器を使った宣伝放送を停止したと明らかにした。李在明政権は北朝鮮と対話を通して南北関係を改善をすると掲げており、強硬な姿勢を通した尹錫悦政権から方針転換した[126]。
- 6月12日
  - 韓国軍合同参謀本部は、北朝鮮から韓国に向けた「騒音放送」が12日午前0時以降聞こえなくなったと明らかにした。11日午後に韓国側が北朝鮮に向けた拡声器を使った宣伝放送を停止したことに呼応した可能性がある[127]。
  - インドのアフマダーバード空港発、ロンドン・ガトウィック空港行きのエア・インディア171便が離陸直後に墜落。乗員乗客241人と地上の19人が死亡[128]。
  - 米西部カリフォルニア州の連邦地裁は、トランプ米政権が知事の承認を経ずロサンゼルスに州兵を動員したことを違法として差し止めを命じた。控訴裁は即日、一審判決の効力を停止し、指揮権は引き続き政府に残る[129]。
- 6月13日 - イスラエル軍は、イランの核施設など100カ所以上の標的を攻撃したと発表した。一連の攻撃で、イラン革命防衛隊トップのサラミ司令官と軍トップのバゲリ参謀総長らが死亡した[130]。
- 6月14日
  - イランは前日のイスラエルによる空爆への報復としてミサイルで同国領土を攻撃した。イスラエル軍もイラン各地への空爆を継続した[131]。
  - アメリカのトランプ政権は、首都ワシントンDCのリンカーン記念堂近くからホワイトハウスの南側までの大通りで、軍事パレードを行った。陸軍創設250周年の節目の日を記念したイベントで、トランプ大統領の79歳の誕生日と重なった。軍事パレードのアメリカワシントンDCでの開催は34年ぶりと異例で、アメリカ国内の世論はこのパレードを支持する人と支持しない人に割れており、この軍事パレードの時刻にあわせて、「王はいらない」と題したトランプ大統領に抗議する全米規模のデモが行われ、主催者によると全米で2100か所以上、あわせて少なくとも500万人がデモに参加したと発表された[132][133]。
- 6月15日 - 英首相官邸は、国外での情報活動を担う英秘密情報部（MI6）の次期長官にブレイズ・メトレウェリ（47）を任命したと発表した。1909年の組織創設以降、初の女性長官となる。スパイ映画「007」シリーズでは既に女性がMI6のトップに就いており、英メディアは「映画に後れを取った」と報じた[134]。
- 6月16日 - 主要7カ国首脳会議（G7サミット）は16日、世界経済や経済安全保障などを議論し、初日の討議を終えた。トランプは初日に帰国の途についた[135]。
- 6月17日 - トランプ米大統領は、ホワイトハウスで緊急招集した国家安全保障会議（NSC）に出席した。米主要メディアはトランプが米軍によるイランの核施設攻撃を検討していると報じた[136]。
- 6月18日 - イランはイスラエルによる軍事攻撃とトランプ米政権が求める「無条件降伏」に抵抗する方針。イラン最高指導者ハメネイ師は、国営テレビを通じ「脅しには屈しない」と述べた[137]。
- 6月19日 - トランプ米大統領は、イランへの攻撃に踏み切るかどうか2週間以内に決めると表明した[138]。
- 6月20日
  - タイの上院議会は、憲法裁判所にペートンタン首相の解任を求める請願書を提出した[139]。
  - 米国防総省は、日本を含むアジアの同盟国が国防費を国内総生産（GDP）比5%まで増額する必要があると表明した[140]。
  - 英議会下院は、終末期患者に安楽死を認める法案を賛成多数で可決した。上院の審議を経る必要があるが、カナダやスイスなどに続く合法化に近づいた[141]。
- 6月21日
  - トランプ米大統領はアメリカ軍がイラン国内3カ所の核施設を空爆したと発表した[142]。
  - ロシアの同盟国ベラルーシの大統領報道官は、ルカシェンコ大統領がトランプ米大統領の要請を受けて、収監していた日本人2人を含む14人に恩赦を与えたと明らかにした[143]。
- 6月22日 - イランのアラグチ外相は「イランの平和的な核施設に対する米国の残忍な軍事攻撃を最も強い言葉で非難する」と強調した[144]。
- 6月23日
  - トランプ米政権は、鉄鋼・アルミニウム製品に課す追加関税の対象に洗濯機や冷蔵庫などの白物家電を加えた。米東部時間同日午前0時1分（日本時間同日午後1時1分）から徴収を始めた[145]。
  - 国際オリンピック委員会（IOC）は、新旧会長の引き継ぎ式を実施した。2期12年務めたトーマス・バッハ会長が退任し、24日付で後任の第10代会長に競泳女子の五輪金メダリストのカースティ・コベントリー（ジンバブエ）が就任する。IOCの130年以上の歴史で初の女性トップとなる[146]。
- 6月24日
  - 北朝鮮の朝鮮中央通信は、朝鮮労働党が23日までの3日間、第8期中央委員会拡大総会を開いたと報じた[147]。
  - 中国共産党の習近平政権は、日中戦争の勝利80年を記念して9月3日に北京で開く抗日戦勝80周年式典の概要を発表した[148]。
- 6月25日 - イラン国会は、国際原子力機関（IAEA）への協力を停止する法案を可決した。イランは核開発を継続する姿勢で、核拡散防止条約（NPT）からの脱退を求める声もあがる[149]。
- 6月26日 - EUはブリュッセルで開いた首脳会議でウクライナ支援を協議した。ロシアに傾斜するハンガリーが反対し、全会一致での支援策の決定を断念[150]。
- 6月27日 - プラチナ価格が急騰、国際指標となるニューヨーク先物（中心限月）は27日のアジア時間に、一時前日比25.5ドル（1.8%）高い1トロイオンス1440.5ドルを付け、2014年8月以来およそ11年ぶりの高値を更新した[151]。
- 6月28日 - 米CNNは、イランを空爆した3カ所のうち中部イスファハンで地下貫通弾「バンカーバスター」を使わなかったのは核施設が地下深くにあり、効果が乏しいと判断したためだったと報じた[152]。
- 6月29日
  - 香港の民主派政党、社会民主連線（社民連）が解散すると正式発表した。香港国家安全維持法（国安法）による締め付けで民主派政党は相次ぎ解散し、ほぼ全滅の状況となる[153]。
  - ウクライナのゼレンスキー大統領は、対人地雷禁止条約（オタワ条約）から脱退する方針を定めた大統領令に署名した[154]。
- 6月30日 - 地球温暖化による海面上昇で国土が将来水没する危機にある南太平洋ツバルで人口の42％に当たる約4千人がオーストラリアへの特別移住ビザに応募したことが分かった[155]。

### 7月
- 7月1日
  - タイの憲法裁判所は、ペートンタン首相の解職の是非について法的な結論が出るまで首相職務の一時停止を命じると発表した[156]。
  - ルビオ米国務長官は、新興・途上国への援助事業を担う米国際開発局（USAID）を事実上、閉鎖すると発表した。同日付で事業が正式に終了する[157]。
- 7月2日 - チベット仏教最高指導者のダライ・ラマ14世は、チベット亡命政府が本拠地を置くインド北部ダラムサラで声明を発表し、自らの死後に生まれ変わりを探す伝統的な「輪廻転生」制度の継続を確約した[158]。
- 7月3日 - 北米最大の日本のポップカルチャーの祭典「Anime Expo（アニメエキスポ）」が、米ロサンゼルスで開幕、人気アニメのコスプレをした来場者でにぎわった[159]。
- 7月4日 - トランプ米大統領は、相互関税を念頭に貿易相手国にかける税率を国ごとに見直し、最大70%にする考えを示した。4日から新たな税率を記した通知を各国に送る。新たな税率に基づく関税は8月1日から徴収すると明らかにした[160]。
- 7月5日
  - OPECプラスの有志8カ国は、8月の生産量を前月から日量54万8000バレル増やすと発表した[161]。
  - パリの中心部を流れるセーヌ川で、およそ100年ぶりに水浴びが解禁された。川の3カ所に設けた水浴び用の区域を一般市民に開放する[162]。
- 7月6日
  - ブラジルのリオデジャネイロで第17回BRICS首脳会議が開催。「リオデジャネイロ宣言」を採択[163]。
  - トランプ米大統領は、中国やロシアなど主要新興国でつくるBRICSのうち「反米政策に同調する全ての国」に10%の追加関税を課すと表明した[164]。
- 7月7日 - 米ニュースサイト、ポリティコは、新党「アメリカ党」の設立を表明した実業家マスクが、第3政党「前進党」の共同創設者アンドリュー・ヤンと接触したと報じた。2026年11月の中間選挙で共和、民主の二大政党に第三極として割って入ることをにらみ、動きを活発化させた可能性がある[165]。
- 7月8日
  - 欧州連合（EU）の財務相らで構成する閣僚理事会は、ブルガリアに対して単一通貨ユーロの導入を承認した。2026年1月1日から正式に流通し、法定通貨としての採用は21カ国に広がる。法定通貨としてのユーロ導入はクロアチアの23年以来で3年ぶりとなる[166]。
  - ドイツ外務省は、欧州連合（EU）が実施していた軍事作戦の最中にドイツ機が中国軍からレーザー照射を受けたと明らかにした[167]。
- 7月9日 - イスラム組織ハマスは、イスラエルとの停戦交渉が「困難だ」との声明を出した。パレスチナ自治区ガザからのイスラエル軍撤退や恒久停戦の保証なくして人質解放には応じられないとの考えを改めて示した[168]。
- 7月10日
  - 台湾の頼清徳政権は、米国から調達した最新鋭の主力戦車M1A2Tエイブラムスの実弾射撃訓練を初めて報道陣に公開した[169]。
  - 英仏首脳は、核兵器の運用で連携することに合意した。使用の決定権はそれぞれ独立を保つものの、重大な脅威には協調して対処する[170]。
- 7月11日 - 米紙ワシントン・ポストは、災害対応を担う連邦緊急事態管理局（FEMA）について、トランプ政権が当初目指していた組織の廃止を見合わせる方向だと報じた[171]。
- 7月12日 - ロシアのラブロフ外相は、北朝鮮の金正恩（キム・ジョンウン）総書記と同国東部・元山で会談した。ウクライナ情勢や金正恩氏の訪ロについて意見を交わしたとみられる[172]。
- 7月13日 - インドネシアと欧州連合（EU）は13日、包括的経済連携協定（CEPA）の締結で政治合意したと発表した。発効後に両地域の貿易にかかる関税を大幅に引き下げる[173]。
- 7月14日
  - 陸上のフルマラソンを世界最年長の100歳で完走した記録を持つインド出身のファウジャ・シンが、ひき逃げにより114歳で亡くなったと、複数メディアが伝えた。シンは1911年生まれとされ、2011年に100歳でフルマラソンを完走。当時の報道によると、インドではシンが生まれた1911年には出生記録がなかったために証明書がなく、ギネスには登録されなかったという[174]。
  - イスラエルのユダヤ教「超正統派」の政党が、連立政権から離脱すると発表した。与党は国会でかろうじて過半を維持しているにすぎず、ネタニヤフ首相には逆風となる[175]。
- 7月15日 - 中国の習近平国家主席は、訪中したオーストラリアのアルバニージー首相と北京で会談、中国国営新華社によると、アルバニージーは「台湾独立を支持しない」と発言した[176]。
- 7月16日
  - イスラエル軍は、シリア首都ダマスカスにある暫定政府の国防省や大統領府近くの軍事施設を攻撃した[177]。
  - 米空軍の核兵器輸送部隊によるC-17輸送機が、ニューメキシコ州アルバカーキのカートランド空軍基地から英レイクンヒース空軍基地まで、識別用トランスポンダーを作動させたまま飛行したとされる。新型のB61-12熱核重力爆弾が含まれている可能性があるという[178]。
- 7月17日
  - ウクライナ最高会議（議会）は、スビリデンコ第1副首相兼経済相を新首相とする新たな内閣を承認した。ロシアによるウクライナ侵略が始まって以来、首相交代は初めて[179]。
  - 英独首脳は、安全保障などの協力を深める友好条約を結んだ。2国間の相互防衛義務を明示し、武器輸出や長距離ミサイル開発に共同で取り組む[180]。
- 7月18日 - 欧州連合（EU）加盟国は、新たなロシア制裁案で合意した。ロシア産原油の輸入価格の上限を現行の1バレル60ドルから大幅に引き下げる[181]。
- 7月19日
  - イスラエルとシリア暫定政府は停戦で合意した。バラック米シリア特使がX（旧ツイッター）で明らかにした[182]。
  - ウクライナのゼレンスキー大統領は、ロシアに停戦に向けた高官級の直接協議を20日からの週に開くことを提案したと明らかにした[183]。
  - 米IT企業アストロノマーは、アンディ・バイロン最高経営責任者（CEO）の辞任を発表した。16日に妻とは別の女性と人気バンドのライブを観覧する様子が、会場の大型スクリーンで映し出され「不倫ではないか」とインターネット上で騒動になっていた[184]。
- 7月20日
  - 第27回参議院議員通常選挙[185]。
  - 香港紙サウスチャイナ・モーニング・ポスト電子版は、トランプ米大統領が10月に中国を訪れ、習近平国家主席と会談する可能性を報じた[186]。
- 7月21日
  - イラン外務省は、核問題をめぐって英国、フランス、ドイツの3カ国との次官級協議を25日に開くと明らかにした。英仏独は2015年の核合意で停止された国連制裁を再発動するとイランに圧力をかけており、議題となる見通し。イランは「制裁再開は正当化できない」と反発している[187]。
  - ウクライナの保安局（SBU）と検察当局は、汚職犯罪の捜査を担う司法機関を強制捜査した。ロシアへの情報提供に関与した疑惑などで1人の職員を拘束した[188]。
  - トランプ米政権は、公民権運動指導者マーチン・ルーサー・キング牧師の暗殺に関する機密文書23万ページ以上を公開した[189]。
- 7月22日 - 米国務省は、国連教育科学文化機関（ユネスコ）に脱退すると同日付で伝達したと発表した。ユネスコの「反イスラエル」的な考えを問題視したという[190]。
- 7月23日
  - 英国とトルコは、英独などが共同開発した主力戦闘機「ユーロファイター・タイフーン」のトルコへの輸出に合意したと発表した。ロシアの脅威の高まりとトランプ米政権の関与低下で欧州防衛産業の強化が急務となり、反対していたドイツが容認した[191]。
  - ロイター通信によると、イランのガリババディ外務次官は23日、国際原子力機関（IAEA）の技術チームが数週間内にイランを訪れ、今後の関係性を協議すると明らかにした。核関連施設は訪問しないとしている[192]。
  - 米紙ウォール・ストリート・ジャーナル（WSJ）などは23日、少女買春などの罪で起訴され自殺した米富豪ジェフリー・エプスタインの事件を巡り、司法省が関連資料を精査した際にトランプ大統領の名前が複数箇所に記載されているのを発見していたと報じた[193]。
  - 海面上昇で将来水没する恐れが指摘される南太平洋ツバルにあるオーストラリア大使館は、自国への特別移住ビザの抽選に応募したツバル国民が計8750人になったとフェイスブックに投稿した。ツバルの2025年の国連推定人口は9400人で、国民の9割以上が応募した計算になる[194]。
- 7月24日
  - 英国とインドは、2国間の自由貿易協定（FTA）に署名した。大部分の関税を相互に撤廃する[195]。
  - フランスのマクロン大統領は、9月にパレスチナ国家を承認すると発表した。同月の国連総会で承認を表明するという[196]。
- 7月25日
  - オーストラリアと英国は、シドニーで外務・防衛担当閣僚協議（2プラス2）を開き、米英豪の安全保障の枠組み「AUKUS（オーカス）」に関し、両国で新たに50年間の条約を締結すると発表した[197]。
  - タイ政府によると、25日早朝にタイ東北部のカンボジアとの係争地で両軍が交戦した。世界遺産のプレアビヒア寺院周辺でも激しい銃撃戦が展開されたという[198]。
- 7月26日
  - 台湾で最大野党・国民党の立法委員（国会議員）24人に対するリコール（解職請求）の是非を問う投票が実施された。すべての選挙区でリコール反対票が賛成票を上回り、罷免はゼロだった。立法院（国会）のねじれ解消を狙う頼清徳政権の「奇策」に支持は広がらなかった[199]。
  - ローマ教皇レオ14世は、ロシア正教会トップ、キリル総主教の特使と会談した。ウクライナ情勢について協議し、停戦仲介に改めて意欲を示した。東西のキリスト教会の関係発展についても議論した[200]。
- 7月27日 - ガザ地区でイスラエル軍が攻撃を限定的に停止し、国連などによる支援物資の輸送の安全を確保する措置を始めた[201]。
- 7月28日
  - トランプ米大統領は、ウクライナを侵略するロシアが10〜12日以内に停戦交渉で合意しなければ追加制裁を科すと表明した。14日に9月初めまでの50日以内と設定した猶予期間を8月上旬に短縮した。ロシアのプーチン大統領との対話に「もう興味はない」と述べた[202]。
  - 北朝鮮の金与正（キム・ヨジョン）朝鮮労働党副部長が談話で、李在明（イ・ジェミョン）政権との対話には応じない姿勢を示した[203]。
  - トランプ米政権は、欧州連合（EU）との貿易協議の合意概要を公表した。EU側が米工業製品にかける関税をすべて撤廃すると盛り込み、EU域内で販売する米国車については10%の関税が最終的にゼロになる見通し[204]。
- 7月29日
  - インドネシアのプラボウォ大統領は、同国を訪問したマレーシアのアンワル首相と会談した。両国が領有権を主張するボルネオ島（カリマンタン島）北東部沖の海域での共同開発などを協議した[205]。
  - 北京市は、同市で連日の豪雨により30人が死亡し、およそ8万人が避難したと発表した[206]。
  - 英国のスターマー首相は、イスラエルがパレスチナ自治区ガザの悲惨な状況を終わらせなければ、パレスチナを9月に国家承認すると表明した。24日に表明したフランスに続いた。スターマーは、イスラエルとパレスチナが共存する「2国家解決が脅かされている今、行動を起こす」と演説した。[207]。
- 7月30日
  - トランプ米大統領は、小口輸入に対する非関税措置を全面撤廃する大統領令に署名した。すでに5月から中国に適用しており、準備のため猶予となっていたカナダやメキシコも含め世界全体に対象を拡大する[208]。
  - 米民主党のハリス前副大統領は、2026年11月の西部カリフォルニア州知事選への出馬を見送ると発表した。米メディアは28年の次期大統領選に再出馬する可能性は残っていると伝えた[209]。
  - カナダのカーニー首相は記者会見を開き、9月の国連総会でパレスチナを国家承認すると表明した。フランスや英国に続き、主要7カ国（G7）で3カ国目になる[210]。
  - オーストラリア政府は、年内に施行予定の子どものSNS（交流サイト）利用を禁止する法律を巡り、動画共有サイト「YouTube」を禁止対象に含めると決定した[211]。
  - ロシア・カムチャツカ半島でマグニチュード8.8の地震が発生した。北太平洋各地で津波を観測した[212]。タス通信などによると、この地震で、ロシア科学アカデミー海洋学研究所のメドベージェフ津波研究室長はカムチャツカ地方や千島列島の各地で5〜6メートルの津波が目視で観測されたと明らかにした[213]。
- 7月31日
  - ミャンマー軍事政権は、4年半前のクーデター時から延長を重ねてきた非常事態宣言を解除した。同日の期限を再延長しないと決めた。憲法の規定に基づき、宣言解除から半年以内に総選挙を実施する[214]。
  - ウクライナ最高会議（議会）は、反汚職機関の独立性を保証する法案を採決した。ゼレンスキー大統領は同機関を政府の傘下とする法律を成立させたが、国内外で強まる批判を受けて軌道修正を迫られた[215]。

### 8月
- 8月1日
  - 米国のウィットコフ中東担当特使らが、飢餓が広がるパレスチナ自治区ガザを訪問した[216]。
  - トランプ米大統領は、米労働省のエリカ・マクエンタファー労働統計局長を解雇するよう指示した。同省が1日朝に発表した7月の雇用統計で過去分のデータが下方修正されたことに憤慨し「政治的な操作だ」と決めつけた[217]。
  - トランプ米大統領は、ロシアの高官が核兵器使用を示唆したのに対し、原子力潜水艦をロシア近海へ派遣するよう命じた[218]。
  - 米公共放送機構（CPB）が、閉鎖する意向を明らかにした。公共放送PBSや公共ラジオNPRなどの運営を支えてきたが、58年の歴史に幕を閉じる。トランプ米大統領や米共和党の一部が公共放送をリベラル偏向だと批判し、7月に米議会が今後2年間の助成金をゼロにする歳出削減法案を可決していた[219]。
- 8月2日 - タイの首都バンコクで、カンボジアとの国境紛争でタイ国軍を支持する大規模な集会が開かれた。両国は7月末に停戦したものの、集会の参加者らは戦闘の継続などを訴えた[220]。
- 8月3日
  - トランプ米大統領は、ウィットコフ中東担当特使を週内にロシアに派遣するとの見通しを明らかにした[221]。
  - 大リーグで史上初めて自動車レースのサーキットを会場にして試合が行われ、レギュラーシーズンで史上最多の観客数となる9万1032人が熱戦を見守った[222]。
- 8月4日
  - タイとカンボジアは、国境問題を話し合う総合国境委員会（GBC）をマレーシアの首都クアラルンプールで開いた。停戦合意の履行に向け監視団の派遣が議題となる[223]。
  - ロシア外務省は、地上発射型の中・短距離ミサイルの配備を自主的に制限するとしてきた方針を取り下げると正式に表明した。米国が欧州やアジア太平洋地域に同種ミサイルの展開を進めていることが理由だと主張した[224]。
  - 韓国国防省は、南北軍事境界線付近に設置されている対北朝鮮宣伝放送用の拡声器の撤去を始めたと明らかにした[225]。
- 8月5日
  - 国連環境計画（UNEP）は、スイス・ジュネーブでプラスチック規制に関する政府間交渉委員会（INC）を再開する[226]。
  - インドのモディ首相は、首都ニューデリーでフィリピンのマルコス大統領と会談し、海洋安全保障の協力強化などを確認した[227]。
  - 台湾の頼清徳政権は、防衛費を大幅に引き上げる方針を示し「2026年の防衛予算は域内総生産（GDP）比で3%以上の目標に到達する」と述べた[228]。
  - 米厚生省は、メッセンジャーRNA（mRNA）ワクチンの開発計画への投資を中止すると発表した。ワクチン懐疑論者のケネディ長官は保健政策の方向転換を進めており、今回の発表もその一環となる[229]。
- 8月6日
  - ポーランドで6月の大統領選挙に勝利したナブロツキが就任。右派の野党「法と正義（PiS）」の支援を受け、欧州連合（EU）と距離を置く立場[230]。
  - イタリアのメローニ政権が、シチリア島と本土を結ぶ「メッシーナ海峡大橋」を建設する135億ユーロ（約2兆3300億円）の計画を承認した。同建設計画はこの数十年で何度も頓挫してきた。今回、イタリア政府は橋を安全保障上の要とすることで、建設計画を復活させた[231]。
- 8月7日
  - ソロモン諸島のマネレ首相は、同国が9月に主催する島しょ国の太平洋諸島フォーラム（PIF）首脳会合を巡り、非加盟国を招待しない方針を表明した。日本のほか中国や米国、欧州諸国などが除外される見通し[232]。
  - ウクライナのゼレンスキー大統領は、欧州主要国の首脳と電話協議を重ね、和平協議にウクライナと欧州を関与させるよう訴えた[233]。
  - 英イングランド銀行（BOE）は、政策金利を0.25%引き下げて4.0%にした[234]。金融政策を決めるための投票で意見が割れ、史上初めて2回目の投票に至った。市場でにわかに注目されているのが、ロックバンド「オアシス」の再結成ツアーで、「インフレを一時的に加速させる可能性がある」との話が出ている[235]。
- 8月8日 - トランプ米大統領が、ホワイトハウスでアゼルバイジャンとアルメニアの首脳と会談し、2カ国は両国の和平に向けた共同宣言に署名した[236]。
- 8月9日
  - タイ国軍は、同国東北部にあるカンボジアとの係争地で地雷を踏み、兵士3人が負傷したと発表した[237]。
  - 48歳のジェン・パウォルが大リーグ公式戦で史上初の女性審判員として塁審でデビュー。10日には投球の判定を行う球審も担当した。晴れ舞台に立った直後の記者会見で「信じられない。夢がかなった。感謝の気持ちでいっぱい」と感慨を口にした[238]。
- 8月10日 - パレスチナ自治区ガザ北部のガザ市で、中東の衛星テレビ局アルジャジーラ所属の記者ら報道関係者6人がイスラエル軍の攻撃で死亡した[239]。
- 8月11日
  - トランプ米大統領は、首都ワシントン（コロンビア特別区）の治安対策に州兵800人を派遣すると表明した。ワシントン警察を連邦政府の指揮下に置くとも述べた[240]。
  - オーストラリアのアルバニージー首相は、パレスチナを国家として承認すると発表した[241]。
- 8月12日 - 中国外務省は、チェコのパベル大統領との「交流断絶」を表明した。同氏が中国とインドの国境係争地であるインド北部ラダックを訪れ、チベット仏教最高指導者のダライ・ラマ14世と会ったことを問題視した[242]。
- 8月13日
  - 資本市場法違反容疑などで韓国の尹錫悦（ユン・ソンニョル）前大統領の妻、金建希（キム・ゴンヒ）容疑者が逮捕された。金容疑者には16の嫌疑がかかる[243]。
  - トランプ米大統領は、企業の競争を促して大企業の市場支配を防ぐことを目的とした大統領令を取り消した。バイデン前大統領が中小企業や労働者を守る狙いで2021年7月に署名していた[244]。
- 8月14日
  - 北朝鮮の金正恩（キム・ジョンウン）総書記の妹、金与正（キム・ヨジョン）朝鮮労働党副部長は、韓国の李在明（イ・ジェミョン）政権の対北融和姿勢を否定する談話を公表した。同日、朝鮮中央通信が伝えた[245]。
  - トランプ米大統領は、廃刊した香港の民主派新聞、蘋果日報（アップル・デイリー）の創業者で、香港国家安全維持法（国安法）違反罪で公判中の黎智英について、「救い出すためにできることは全てする」と表明した[246]。
- 8月15日
  - プラスチックの環境汚染防止のため、初の国際規制を協議する国連環境計画（UNEP）の政府間交渉委員会（INC）は、条約案の合意に至らず閉会した。韓国・釜山での前回INCに続き、2度目の先送りとなった[247]。
  - 米司法省は、米西部カリフォルニア州が導入したトラックの排ガス基準の無効化を求め、同州の当局を提訴したと発表した。トランプ米政権は過度な環境規制に反対する政策を進めており、州が独自に厳しい規制を課すことはできないと主張している[248]。
  - 米ロ首脳による停戦協議は、トランプ米大統領がロシアのプーチン大統領を厚遇したものの成果を示せなかった[249]。
- 8月17日 - 南米ボリビアは、左派アルセ大統領の任期満了に伴う大統領選を実施した。経済危機が深刻化するなかで経済開放路線を訴える2候補が10月の決選投票に進む見通しとなった。反米色の強かった長期政権からおよそ20年ぶりに政権交代が実現する見込み[250]。

## 各国の主なできごと
Category:2025年の各国を参照

## 周年
以下に、過去の主な出来事からの区切りの良い年数（周年）を記す。
科学、テクノロジー、芸術、文化、スポーツなどの周年は、当節ではなく、「科学、テクノロジー」「芸術、文化、スポーツ」の節の該当部分に記述しています。
第二次世界大戦・太平洋戦争（大東亜戦争）終結から80年
- 1月27日 - ソビエト連邦軍によるアウシュヴィッツ＝ビルケナウ強制収容所解放。
- 2月4日〜2月11日 - ヤルタ会談。
- 3月10日 - 東京大空襲。
- 3月27日〜6月20日 - 沖縄戦。
- 4月16日〜5月8日 - ベルリンの戦い。
- 4月30日 - アドルフ・ヒトラーが自殺。
- 5月8日 - ナチス・ドイツが降伏。
- 7月26日 - ポツダム宣言が発表。
- 8月6日 - 広島市への原子爆弾投下。
- 8月8日 - ソ連が日ソ中立条約を破棄し対日参戦。満洲国に侵攻。
- 8月9日 - 長崎市への原子爆弾投下。
- 8月11日〜8月25日 - 樺太の戦い (1945年) 。
- 8月14日 - 大日本帝国、ポツダム宣言の受諾を連合国に通告。
- 8月15日 - 大日本帝国の無条件降伏決定が玉音放送によって国内に公知される。
- 9月2日 - 日本の降伏文書調印により太平洋戦争終結。全軍へ戦闘停止と武装放棄を発令。

その他
- 1月1日 - WTO（世界貿易機関）設立30周年。
- 1月7日 - シャルリー・エブド襲撃事件から10年。
- 1月12日 - ハイチ地震から15年。
- 1月17日 - 兵庫県南部地震（阪神・淡路大震災）から30年。
- 1月18日- 対華21カ条要求送信から110年。
- 1月19日 - 日米安全保障条約締結65周年。
- 2月17日 - エジプトの王家の谷のツタンカーメンの墓の発見から100年。
- 3月8日 - 血の日曜日事件（セルマの大行進）から60年。
- 3月12日 - 孫文（孫中山）死去から100年。
- 3月20日 - 地下鉄サリン事件から30年。
- 4月18日 - バンドンでのアジア・アフリカ会議開催から70年。
- 4月19日 - オクラホマシティ連邦政府ビル爆破事件から30年。
- 4月25日 -  ネパール地震 (2015年)から10年。
- 4月30日 - ベトナム戦争サイゴン陥落から50年。
- 5月19日 - マルコムX生誕100年。
- 6月22日 - 日韓基本条約調印60周年。
- 6月25日 - アメリカ合衆国最高裁判所で同性結婚合法化10周年。
- 6月26日 - 国連憲章署名から80年。
- 6月30日 - 香港国家安全維持法施行から5年。
- 7月7日 - ロンドン同時爆破事件から20年。
- 7月10日 - レインボー・ウォーリア号事件から40年。
- 7月16日 - Amazon.com開設から30年。
- 7月17日 - アメリカのカリフォルニア州のディズニーランド開園70周年。
- 7月18日 - アドルフ・ヒトラー『我が闘争』第1巻公表から100年。
- 8月2日 - デルタ航空191便墜落事故から40年
- 8月4日 - クアラルンプール事件から50年。
- 8月12日 - 日本航空123便墜落事故から40年（2025年7月現時点で航空機単独の事故では世界最悪）。
- 8月15日 - ムジブル・ラフマン暗殺から50年。
- 9月5日 - 日露戦争後の日露講和条約（ポーツマス条約）調印120周年。
- 9月22日 - プラザ合意から40年。
- 10月10日 - 朝鮮労働党結党80周年。
- 10月24日 - 国際連合発足80周年。
- 11月4日 - イスラエルのイツハク・ラビン首相暗殺から30年。
- 11月6日 - 緑の行進から50年。
- 11月13日 - パリ同時多発テロ事件から10年。
- 11月15日 - 第1回先進国首脳会議（ランブイエサミット）から50年。
- 11月20日 -  スペイン内戦以来、長期独裁を敷いていたフランシスコ・フランコ総統の死去から50年。
- 12月12日 - パリ協定2015年採択から10年。
- 12月18日 - 日韓国交正常化発効60周年。
- 12月28日 - 慰安婦問題日韓合意の成立から10年。

## イベント
- 2025年日本国際博覧会

## 気象・地象・天象
天象（天文現象）
- 7月下旬 - 太陽活動の黒点極大期を迎えると予測されている（第25太陽周期）[251][252]。
- 9月7日 - 日本を含むアジア、オートルート、アフリカ東部で皆既月食。日本標準時では9月8日[253]。

## 科学、テクノロジー
- 4月5日 - 米グーグルの創業者らが設立した科学賞「ブレークスルー賞」が発表され、スイス・フランス国境にある欧州合同原子核研究所 (CERN) の巨大加速器を使って素粒子の性質などを調べた日本を含む国際チームが基礎物理学部門に選ばれた[254]。
- 6月12日 - 米国電気電子学会（IEEE）が本年分のIEEEマイルストーン顕彰を発表した。本顕彰は開発から25年以上が経過し、社会や産業の発展に多大な貢献をした技術などが対象[255]。

宇宙開発
- 7月 学術研究院先鋭研究領域（惑星物質研究所）の大竹真紀子教授（特任）が、NASAの太陽系探査研究バーチャル研究所（SSERVI）が主催する「コラディーニ賞（Coradini Award）」を受賞。同賞は、太陽系探査分野において継続的に顕著な科学成果を挙げた研究者に贈られる国際的に権威のある賞で、大竹教授は日本人として初めての受賞[256]。
- 9月 アルテミス2号が打ち上げ予定。4人の宇宙飛行士を乗せ月を周回。10日間の旅程を終えて地球に帰還する予定[257]。
- 12月5日 - 水星探査機「ベピ・コロンボ（「みお」を含む）」が水星に到着する予定[258][259]。

本年のIT業界のトップトレンド
IT業界の動向の調査やコンサルティングを行っているガートナー社によると、本年の戦略的トップトレンドはおおむね次のようになっている。
- AI（人工知能）の最重要課題の解決とリスク対策
  - 主体性のあるAI - 大規模言語モデル（LLM）など人間の指示に反応し限定的なタスクしか実行できないAIの段階から一歩進めて、主体性あるいは半主体性をもって行動できる能力を持つAIの実用化[260]。従来の限定的なタスクの実行しかできないAIだけでなく、環境から学習し、問題解決の手順を計画し、意思決定を行うAIや、独立してタスクを実行できるAIまで、さまざまなレベルのAIを開発[260]。人間の業務を支援し、負荷を軽減し、生産性を向上させるAIの開発。[260]
  - 信頼できるAI活用のための基盤づくり - AIに主体性や半主体性を持たせる場合、適切な制御機能（ガードレール的な機能）の実装が不可欠となる[260]。AIの行動が人間が意図する範囲内に収まるよう監視が必要[260]。主体性を持つAIは、状況に応じて独自の計画を新たに立てるため、従来の監視手法では十分な検証が困難なので、時間とともに適応・進化するAIシステムの監視には新しいテクノロジとツールが必要となる[260]。そのようなAI（+制御・監視機能）は、まずは正確なデータがとれる検証可能な用途・分野から、小規模に導入を進めるべきである。そして、人間とAIの効果的な協業モデルを構築し、AIの明確な権限と役割の範囲を設定する必要がある。[260]
  - 偽情報対策の新たな展開（新たな手法の導入） - AIの進化を利用して偽情報（ディープフェイクなど）を生み出す者が増えており、その脅威が急速に高まっており、企業も10社に1社がディープフェイク攻撃の標的となっているので、その対策を進める必要がある[260]。ディープフェイク等のAIで作った偽情報の不正使用検知技術、SNSや報道における有害な情報を追跡・監視する技術、なりすまし防止のためのアイデンティティ管理の強化など[260]。
- 新たなコンピューティングに向けた対応
  - 量子コンピュータ時代のための新たな暗号技術の実装（ポスト量子暗号, PQC）[260]
  - エネルギー効率の良いコンピューティング - 効率的なアーキテクチャ、アルゴリズム、データの採用[260]。より効率的なハードウェア（例えば、より効率的なCPU、より効率的な記憶装置）の活用[260]。特定分野ではGPUの導入[260]。またコンピュータの電源として再生可能エネルギーを使うことなど[260]。
    - ARMアーキテクチャのCPUへの移行が業界全体で進行中 - CPUのアーキテクチャーに関して概して言うと、x86アーキテクチャよりもARMアーキテクチャのほうがエネルギー効率に優れているので、サーバーやパーソナルコンピュータ業界ではARMアーキテクチャーのCPUへの置き換えがここ数年進行している最中である。サーバー業界では、Linuxが採用されている割合が一番高く、Linuxは早くからARMに対応しLinux on ARM（ARM版Linux）があったのでそれを利用し、ARMアーキテクチャCPUのコンピュータを採用したりそれに置き換えるプロセスが進行してきた。ノートパソコンはARMアーキテクチャへの移行が一歩遅れていたが、2020年にAppleがARMアーキテクチャのApple M1を発表、その直後からAppleのノートパソコン類の主要なCPUとして使い始め、Apple M2, Apple M3..とARMアーキテクチャへの移行を完全なものにしており、マイクロソフト社のほうもそのトレンドに遅れないよう、Windows on ARM（WoA, ARM版ウィンドウズ）の開発を加速させ、同社のウィンドウズ・ノートパソコンであるSurfaceシリーズにARMアーキテクチャCPUを搭載したモデルを登場させ、しかも2024年中に一般消費者向けSurfaceシリーズではx86アーキテクチャのものの生産を止め、ARMアーキテクチャのものだけにし、2025年は消費者向けSurfaceシリーズではARMアーキテクチャのものだけの販売にし、x86アーキテクチャのものの販売は行っていない[261]。マイクロソフト社はノートパソコン製造業界（HP、デル、Acer、ASUS等々）に対してマイクロソフト同様にARMアーキテクチャCPU搭載のノートパソコンを標準製品（主力製品）として販売するように促しており[261]、各メーカーは2024年後半ころからARMアーキテクチャのSnapdragon X Eliteを搭載したノートパソコンを販売するようになり、その販売割合が増えつつある。マイクロソフト社は2030年までにウィンドウズが動くコンピュータにおいてARMアーキテクチャのものが過半数の状態にしようとしていると考えてよい[261]。

予定
本年、集積回路の微細化が3nmに達し、これ以上の微細化は不可能になると予想されている（ムーアの法則の終焉）。（なんらかの新しい技術が現在の集積回路技術を置き換えない限りコンピューターの大幅な性能向上は困難となると考えられており、スピントロニクス、量子コンピュータ、光コンピュータ　など、エレクトロニクスに代わる、あるいは補うことでコンピュータの性能向上を続けるための新たな技術の研究も進められている。）
登場した技術
スタブ
終了した技術、終了予定の技術
- 10月14日 - Microsoft Windows 10（2015 LTSB）の延長サポートが終了[263]。

周年
- 4月4日 - マイクロソフト設立から50年。
- 8月25日 - マイクロソフトのWindows 95英語版の発売30周年。
- 11月20日　Microsoft Windows発売開始40周年。

## 芸術・文化・スポーツ
ハイカルチャー、サブカルチャー、流行、ゲーム、スポーツなど幅広く記載。

### 文学、出版
- en:2025 in literature
- 2025年の文学

- 5月13日英国の文学賞「ブリティッシュ・ブック・アワード」（British Book Awards）のデビュー・フィクション部門で、作家、柚木麻子の小説「BUTTER」が受賞したと、日本の版元である新潮社が発表した。同社によると、日本の作家では初めてという[264]。
- 7月26日 - ホラー漫画「富江」シリーズなどを手がけた伊藤潤二が、米国の権威ある漫画賞「アイズナー賞」で、殿堂入りを果たした。伊藤の漫画を多く刊行する朝日新聞出版が26日、発表した。また、同賞の公式サイトによると、審査員が選出した殿堂入り漫画家の中に「ゲゲゲの鬼太郎」などの水木しげるが入った[265]。

### 舞台
- en:Category:2025 in theatre
- Category:2025年の舞台作品

### テレビ放送
- en:2025 in television（2025年のテレビ放送）
  - en:2025 in American television（アメリカのテレビ）
  - en:2025 in British television（イギリスのテレビ）
  - en:2025 in South Korean television（韓国のテレビ）
  - 2025年のテレビ (日本)

4月5日 - 「スーパー戦隊シリーズ」放送開始から50周年

### インターネットメディア
周年
- YouTube開設から20年（2月15日）。

### 音楽
周年
- 「ワルツ王」ヨハン・シュトラウス2世生誕200周年（10月25日）。

### ボードゲーム
- en:2025 in chess（チェス界の動向）
- 7月14日 - ボードゲームの世界最高峰の賞とされる「ドイツ年間ゲーム大賞」に日本のゲームデザイナー、林尚志がデザインした「ボムバスターズ」が選ばれた。日本人が制作したゲームがこの賞を受賞するのは初めて[266]。

### コンピュータゲーム

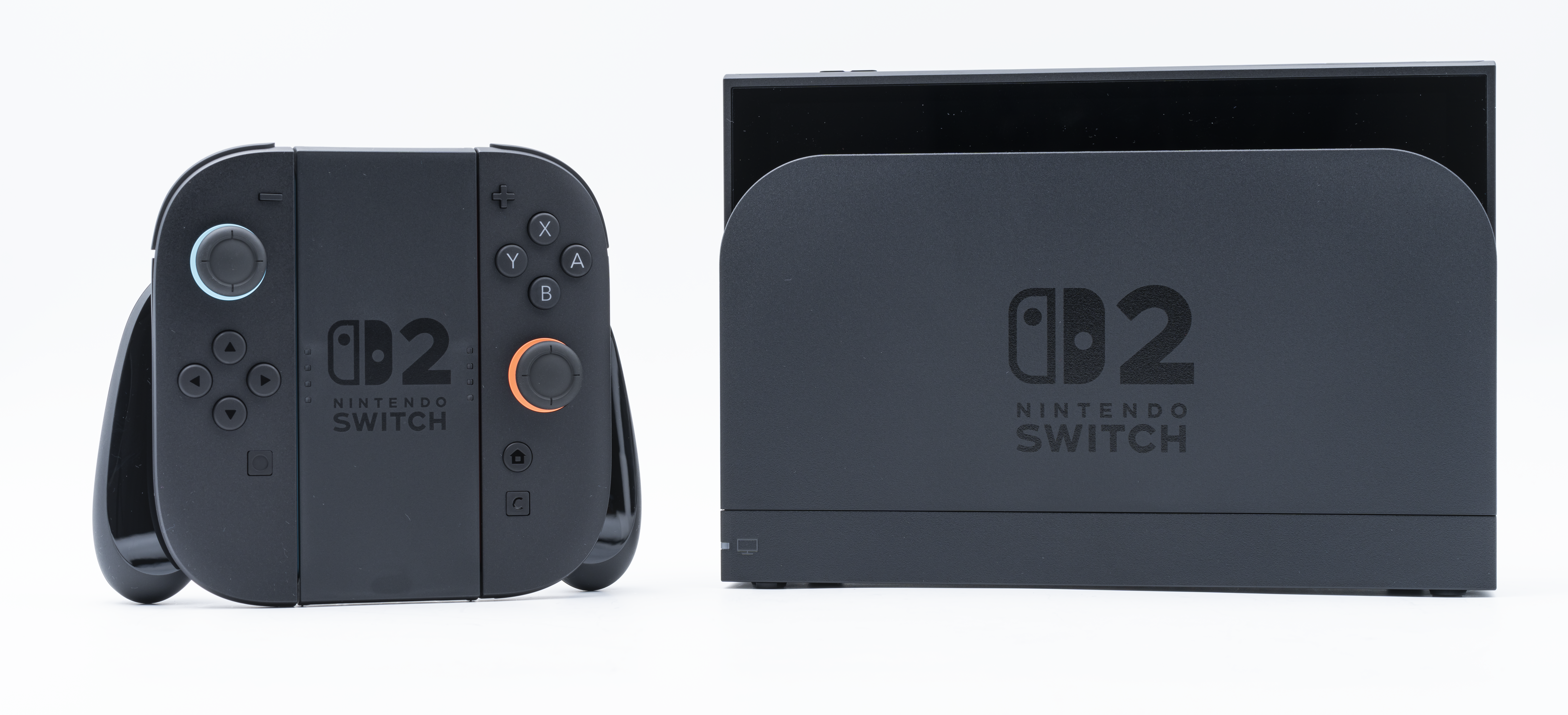
Nintendo Switch 2

- 2月8日 - PlayStation Networkが全世界でダウンした。
- 6月5日 - 任天堂の「Nintendo Switch 2」が世界各国で同時発売。

周年
- スーパーマリオブラザーズ発売40周年（9月13日）。

### スポーツ
- 6月14日〜7月13日 - アメリカでFIFAクラブワールドカップ2025が開催。
- 8月7日〜17日 - 中国でワールドゲームズ2025が開催。
- 9月13日〜21日 - 東京の国立競技場で第20回世界陸上が開催。
- 11月15日〜26日 - 2025年東京デフリンピックが開催。

## ノーベル賞
- 物理学賞：
- 化学賞：
- 生理学・医学賞：
- 文学賞：
- 平和賞：
- 経済学賞：

### 編集者向け
1. ↑  
本記事に新しい内容を加筆をする際は、検証可能な出典を忘れないでください。Citeテンプレート使用時を含め、出典追加時は最低限入力が求められている以下情報の記入を必ずお願いします。
ビジュアルエディターで自動生成された出典を提示される方は、生成後に不備を埋めるようお願いします。
記事名(title)、配信元・作成元(publisher/work/newspaper/website)、配信日・記事作成日(date)。
これらのいずれかが抜けている出典を発見した際は情報の補強をお願いします。
ビジュアルエディターでの出典の自動生成を含めたCiteテンプレートの使用はなるべくお控えください。Citeテンプレートが使われすぎるとエラーを起こし、脚注が表示できなくなってしまいます。
記事のリンクを入れる際には新聞社・通信社などマスコミ各社公式サイトのリンクを使用して下さい（Yahoo! JAPANヘッドラインのリンクは1週間位で消滅してしまい、適していない）。
ウェブ上のニュース記事はいつサイトから削除されてもおかしくないため、InternetArchiveなどでアーカイブを取得することが望ましいです。